# 维吉尔公园 (那不勒斯)

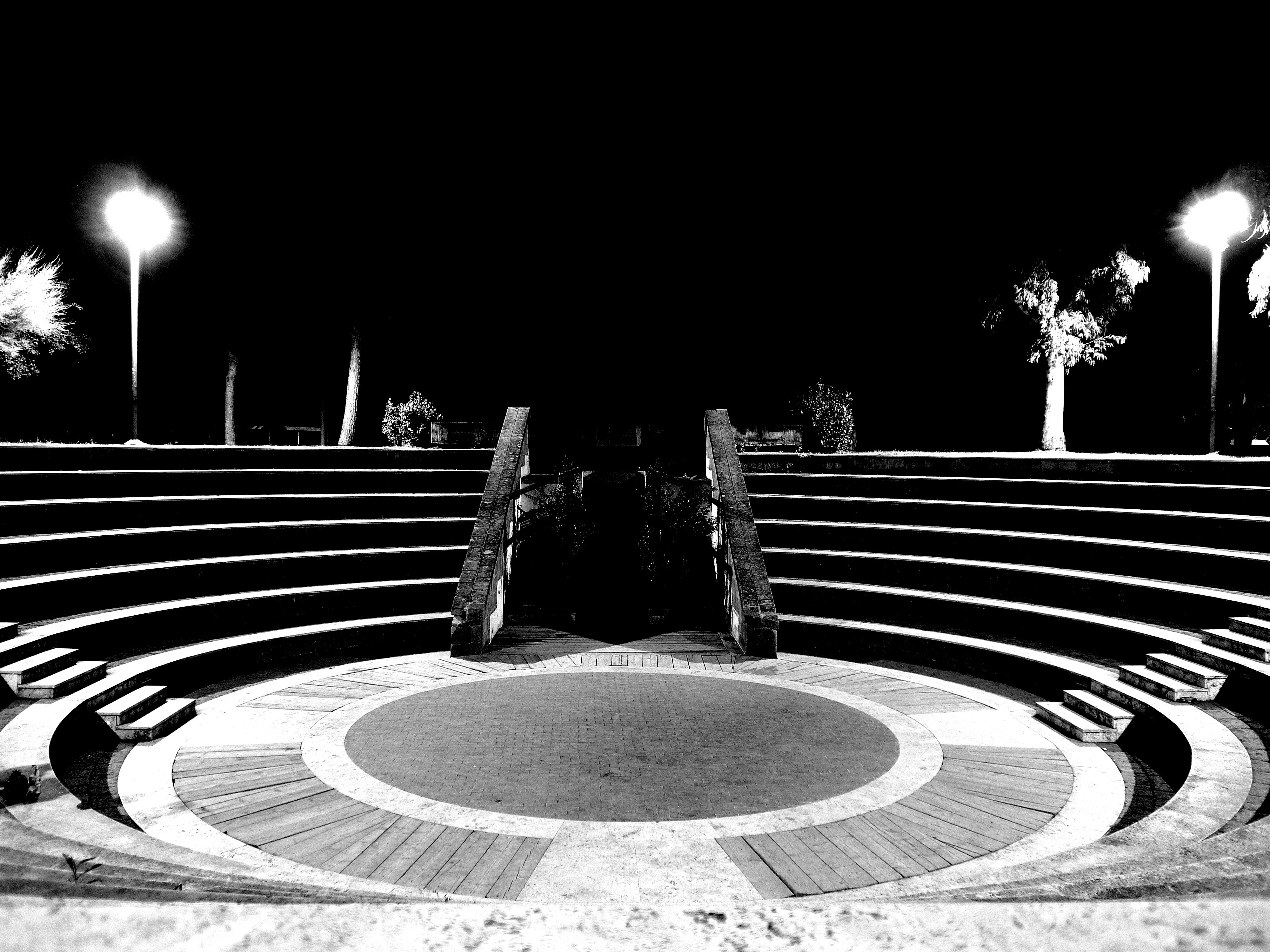
露天剧场

维吉尔园（Parco Virgiliano）是一个风景优美的公园，坐落在意大利那不勒斯的波西利波山。
一系列的露台俯瞰整个那不勒斯湾，可以见到令人印象深刻的景观，包括阿马尔菲和索伦托海岸、维苏威火山、G加约拉湾，波利奥的露天剧场，尼西达岛, 波佐利，拜亚，巴科利，蒙泰迪普罗奇达和美丽的伊斯基亚岛、卡普里岛，和普罗奇达岛。
40°47′59″N 14°10′51″E / 40.79972°N 14.18083°E
Template:那不勒斯地标